# Penares alata
Penares alata är en svampdjursart som först beskrevs av Lendenfeld 1907.  Penares alata ingår i släktet Penares och familjen Ancorinidae. Inga underarter finns listade i Catalogue of Life.